# Palm Bible Plus
Palm Bible Plus (Palm Bible+) es un lector de biblias electrónicas de cógido abierto para Palm OS que se distribuye bajo licencia GNU GPL.
A partir de 2003, fue desarrollado por Yih-Chun Hu después de que el programa Bible Reader pasara a ser software propietario.
Además de desplegar los textos bíblicos, el programa permite el uso de diccionarios y referencias cruzadas, cuenta también con un sistema de búsqueda y organización de marcadores. De igual modo, con el despliegue en paralelo, es posible comparar distintas versiones bíblicas.Otras características incluyen soporte integrado para fuentes hebreas y griegas, desplazamiento automático, y rotación de texto.
Es posible instalar el programa en español y existe una buena cantidad de versiones bíblicas en distintos idiomas.